# Willie Anderson (Basketballspieler)
Willie Lloyd Anderson Jr. (* 8. Januar 1967 in Greenville, South Carolina) ist ein ehemaliger US-amerikanischer Basketballspieler. Er spielte neun Spielzeiten in der NBA auf der Position des Shooting Guards; die längste Zeit davon für die San Antonio Spurs.
Er ist der ältere Bruder des ehemaligen NBA-Spielers Shandon Anderson und der Vater von Alex Anderson, einer Spielerin an der University of Tennessee at Chattanooga.

## Spielerkarriere
Nachdem er die University of Georgia besuchte, wurde Anderson in der NBA Draft 1988 an 10. Stelle von den Spurs gedraftet. Für die Mannschaft aus San Antonio spielte er bis zur Saison 1994/95. Danach war er kurzzeitig für die Toronto Raptors aktiv, die ihn im Expansionsdraft von 1995 auswählten. Außerdem spielte er noch für die New York Knicks und die Miami Heat.
Danach wechselte Anderson nach Europa. Er ging nach Griechenland zu Olympiakos Piräus und später zu AEK Athen, mit denen er in das FIBA EuroLeague 1998 Final Four einzog. In der nächsten Saison zog er nach Israel zu Maccabi Tel Aviv, wurde aber kurz darauf wieder entlassen. Daraufhin trat Anderson vom aktiven Profisport zurück und beendete seine Karriere.

## Erfolge
Willie Anderson gewann mit der US-Nationalmannschaft an der Seite seines zukünftigen Teamkollegen David Robinson die Bronzemedaille bei den Olympischen Sommerspielen 1988.
Nach seiner ersten NBA-Saison wurde Anderson in das NBA All-Rookie First Team  1988/89 gewählt.